# Gaétan Vestris
Geatan Apolline Baldassarre Vestris, mais conhecido como Geatan Vestris (Florença, 18 de abril de 1729 - Paris, 23 de setembro de 1808) foi um dançarino de balé franco-italiano, considerado o maior nome de sua geração.

## Biografia
Nascido de uma família teatral italiana, mudou-se com toda sua família para Paris em 1747, e cerca de um ano depois passou a estudar dança com Louis Dupré na Royal Academy em Paris, depois se juntou à Ópera de Paris, onde atuou como mestre de dança para Luis XVI. Vestris foi o primeiro dançarino a descartar a máscara e usar seu rosto em mímica. Fez sua estreia na ópera em 1749.
Em 1751 seu sucesso e sua vaidade haviam crescido a tal ponto que ele teria dito: "Há apenas três grandes homens na Europa - o rei da Prússia, Voltaire e eu". Ele era um excelente imitador, bem como dançarino. De 1770 a 1776 foi mestre e compositor de balés, retirando-se, em favor de Jean Georges Noverre, com uma pensão.
Vestris se casou com a dançarina Anna Heinel (1753-1808), de origem alemã, que teve um sucesso maravilhoso na ópera. Ele reapareceu aos setenta e um anos por ocasião da estreia de seu neto.

## Família
Geatan Vestris teve vários filhos que também se tornaram dançarinos. Ele era o amante da bailarina francesa Marie Allard, e deles nasceu Auguste Vestris (1760-1842), que também foi considerado o maior dançarino do sexo masculino de sua época. Auguste fez sua estreia aos doze anos na Ópera de Paris, e foi o principal dançarino da companhia por trinta e seis anos. O filho de Auguste, Auguste Armand Vestris (1788-1825), marido de Lucia Elizabeth Vestris, assumiu a mesma profissão e fez sua estreia na ópera em 1800, mas deixou Paris, indo para Inglaterra, Itália e Viena, não retornando mais para a França. O irmão de Geatan, Angiolo Vestris (1730-1809), ex-bailarino e depois ator da Comédie-Italienne, casou-se com Marie Rose Gourgaud, irmã do ator Dugazon. A irmã de Geatan e Angiolo, Thérèse (1726-1808), também foi bailarina.